# Keita Takahashi
Keita Takahashi 高橋 慶太 (Takahashi Keita) est un créateur de jeu vidéo japonais né en 1975 à Kitakyūshū.
Katamari Damacy, dont il eut l'idée originale, était à la base un projet qu'il avait soumis à des étudiants en infographie en tant que simple exercice.
Il quitte Namco en 2010 afin de se concentrer sur des projets qui lui tiennent plus à cœur, notamment la création de parcs pour enfants à Woodthorpe en Angleterre.
Après avoir travaillé sur Glitch, un MMO canadien du studio Tiny Speck jouable sur navigateur, il revient en 2019 avec Wattam. sur Windows et Playstation 4.

## Période Namco
Keita Takahashi présenta le concept de Katamari Damacy à des étudiants en infographie en tant qu'exercice visant à tester le moteur d'un jeu vidéo. Namco compris le potentiel du titre et décida de la produire.
Un Katamari en japonais c'est une boulette, un petit tas de choses entassées, un conglomérat de n'importe quoi; Damacy signifie l'esprit, le cœur, l'âme.
Le concept est simple : il suffit de faire rouler une boule qui accroche aux objets avec lesquels elle entre en contact, la faisant grossir afin de pouvoir s'accrocher à des objets encore plus gros, qui sera finalement envoyée dans l'espace par le roi du cosmos afin de former de nouvelles planètes et constellations. Il faut faire rouler sa boule et accrocher le plus d'objets possibles afin de rendre heureux le roi du cosmos.
On peut ainsi commencer un niveau en amassant des bonbons et des cookies pour finir par faire s'accrocher des chats, des humains, des vaches voire des buildings entiers à son Katamari.
Le jeu sort 18 mars 2004 au Japon. Le concept barré du titre lui assure un certain bouche à oreille, permettant au jeu d'y réaliser de bonnes ventes.
Il ne sortit malheureusement jamais en Europe, contrairement à sa suite We Love Katamari.
Après avoir créé Noby Noby Boy pour PlayStation 3 via la plateforme de téléchargement PlayStation Network, Keita Takahashi finit par s'éloigner de la conception de jeux et quitta Namco en 2010.

## Période Post-Namco
Après son départ de Namco, Keita prit part à des activités très éloignées de la sphère vidéo-ludique avec sa femme, telle que la création de parc pour enfants en Angleterre.
On apprit lors de la Game Developpers Conference de 2010 qu'il avait intégré le studio canadien Tiny Speck, développant le MMO Glitch. En octobre 2010 il fonde avec sa femme, Asuka Sakai, Uvula, une compagnie qui supporte sa carrière de designer.
En 2019, le Telfair Museums présente l'exposition "Keita Takahashi : Zooming Out" au Jepson Center où est mis en valeur plusieurs éléments du travail de Takahashi. Takahashi a travaillé au design de l'exposition qui inclus une version du jeu Alphabet,.
En juillet 2022, Takahashi annonce un nouveau projet de jeu intitulé "to a T".

## Ms.Pacman
Takahashi revient en 2012 pour une nouvelle adaptation vidéo ludique et artistique de PacMan qu'il projette contre les murs et le plafond d'une pièce pour que ce soit plus immersif.

## Jeux
- 2004 : Katamari Damacy Directeur/Game Designer
- 2005 : We ♥ Katamari Directeur/Game Designer
- 2009 : Noby Noby Boy Directeur/Game Designer
- 2011 : Glitch Game Designer
- 2013 : Alphabet co-directeur/Game Designer
- 2016 : WOORLD Game Designer
- 2019 : Wattam Directeur/Game Designer
- 2021 : Crankin's Time Travel Adventure Game Designer
- 2025 : To a T Game Designer